# بابكر أباد
بابكر أباد هي قرية في مقاطعة بيرانشهر، إيران. يقدر عدد سكانها بـ 118 نسمة بحسب إحصاء 2016.